# Zone libre (émission de télévision)
Pour les articles homonymes, voir Zone libre (homonymie).
Zone libre est une ancienne émission télévisée d'informations canadienne produite et diffusée à la Télévision de Radio-Canada à partir de septembre 1998. L'émission est arrêtée à l'été 2007 et remplacée par Une heure sur terre.

## Description
L'émission présentait des reportages sur des problèmes susceptibles d'avoir une incidence sociale, tel l'envoi de troupes canadiennes en Afghanistan dans le cadre d'une mission de paix, alors que le territoire est un milieu hostile.
La plupart des reportages présentés étaient produits entièrement par des journalistes de Radio-Canada. Les autres reportages proviennent de différentes chaînes de télévision, peu importe qu'elles soient américaines ou britanniques, par exemple.
L'émission était diffusée à la télévision de Radio-Canada le vendredi soir à 21 h et en rediffusion sur le Réseau de l'information le samedi à 22 h et 4 h.

## Émissions notables

### Du sable dans l'engrenage
Le 19 janvier 2007, Radio-Canada diffuse le reportage Du sable dans l'engrenage. Il présente les répercussions probables d'une entente secrète entre le gouvernement canadien et le gouvernement américain qui porte sur la production de pétrole en provenance des sables bitumineux de l'Athabaska. Selon les journalistes, le premier s'engage à augmenter la production, notamment en réduisant les obstacles légaux, et le deuxième s'engage à acheter toute la production en provenance du Canada. De plus, il est entendu que le Canada doit faire tous les efforts nécessaires pour multiplier la production par cinq, la faisant passer d'environ 1 Mbbl/j au début de 2006 à 5 Mbbl/j en 2014.
Au début de 2006, ignorant la teneur de cette entente, les exploitants des sables sont convaincus de pouvoir tripler la production en dix ans par le jeu de l'offre et de la demande. Elle donne un coup d'accélérateur à leurs projets d'exploitation. Dès lors, en plus de Suncor, de Syncrude Canada et de CNRL, un exploitant s'ajoute : Shell.
Le but du gouvernement américain est de réduire la dépendance au pétrole des États-Unis vis-à-vis des pays du Moyen-Orient, politiquement plus instables que le Canada, par exemple. L'entente avec le Canada est avantageuse à plus d'un titre. Les États-Unis, accros au pétrole selon le président George W. Bush, seront moins sensibles aux bouleversements politiques du Moyen-Orient. Ils pourront, en conséquence, réduire la taille de leurs contingents armés dans cette région du globe. Les forts liens économiques avec le Canada, ainsi qu'une culture d'affaires semblable, leur permettent d'envisager des relations commerciales moins tendues. Le pétrole canadien servira comme levier de négociation vis-à-vis des autres pays producteurs. Le Canada est l'un des rares pays où la production pétrolière n'est pas nationalisée, ce qui permet dans une large mesure d'isoler les politiques nationales et étrangères de sa commercialisation. Finalement, il est probable que le Canada s'est engagé à vendre la totalité de sa production aux États-Unis, ce qui permet à ces derniers de faire contrepoids à la puissance grandissante de la Chine, très gourmande en énergie au début du XXIe siècle.
Pour le Canada, cette entente lui assure un débouché commercial important pour les cinquante prochaines années. Il lui est donc loisible d'envisager une croissance économique accrue, ce qui permettra de compenser une diminution économique importante de son secteur manufacturier, durement touché par la production chinoise depuis le début du XXIe siècle. Il y a aussi un projet de construction de raffinerie en Alberta qui semble vouloir se dessiner. La principale raison invoquée est que ce projet aurait des retombées économiques importantes pour le Canada.
Par contre, les écologistes dénoncent l'entente, car l'Alberta, d'où provient le pétrole en question, émet à lui seul 37 % des GES canadiens, pour une population qui compte 10 % des habitants du Canada. À terme, l'exploitation constituera au-delà de 40 % des GES émis. Même en maintenant le niveau d'émission des GES à son niveau actuel, le Canada ne peut atteindre les cibles du protocole de Kyoto, qu'il a signé dans un premier temps pour le renier ensuite. De plus, la réserve indienne à proximité des sites d'exploitation vit différents problèmes de nature environnementaux. Après plusieurs années de démarches et de poursuites, elle a décidé d'abandonner et de devenir partenaire dans un projet d'exploitation des sables. Finalement, les usines de traitement des sables rejettent une quantité notable de produits toxiques (via des eaux, acides, contaminées aux métaux) qui sont, dans le meilleur des cas, déversés dans des bassins de décantation, au pire, déversés dans les cours d'eau environnants.
Après la diffusion du reportage, le cabinet du premier ministre canadien Stephen Harper a déposé une plainte à l'ombudsman de Radio-Canada. Le directeur général de l'information des services français, Alain Saulnier, a répondu à cette plainte le 1er février.